# Papilio fuscus
Papilio fuscus is een vlinder uit de familie van de pages (Papilionidae). 

## Kenmerken
De vlinder heeft een spanwijdte van ongeveer 8 centimeter.

## Verspreiding en leefgebied
De soort komt voor van het Maleisisch schiereiland tot in Australië en op een groot aantal eilanden, zoals Celebes, de Molukken, Nieuw-Guinea, de Aru-eilanden en de Salomonseilanden.

## Waardplanten
De waardplanten zijn diverse planten uit de wijnruitfamilie (Rutaceae) alsmede Morinda. Rupsen worden ook gevonden op citrusbomen in kwekerijen. De ronde eitjes worden een voor een op jonge twijgjes van de waardplanten gelegd.